# Intel-3-Serie
Die Intel-3-Serie wurde Anfang 2007 als Nachfolger der Intel-900-Serie vorgestellt. Bei dieser neuen Nomenklatur bedeutet der führende Buchstabe das Anwendungsgebiet, die folgende Ziffer (hier: 3) die Generation, und die zweite Ziffer das Ausstattungsniveau. Nachfolger ist die Intel-4-Serie. Meist findet man diesen MCH gepaart mit einer ICH des Typs ICH7, ICH8 und ICH9. Der Chipsatz unterstützt den Sockel 775.

## Modellübersicht
| Chip- satz | Markt- segment      | Release- Datum | Codename    | Fertigungs- prozess | Southbridge            | Front Side Bus | TDP    | maximaler Speicherausbau | Speicherunterstützung           | PCI- Express       | Integrierte Grafikeinheit |
| ---------- | ------------------- | -------------- | ----------- | ------------------- | ---------------------- | -------------- | ------ | ------------------------ | ------------------------------- | ------------------ | ------------------------- |
| G31        | Low-End-Desktops    | Aug. 2007      | Bearlake-G  | 90 nm               | ICH7 / ICH9            | bis FSB 1333   | 17 W   | 4 GB RAM                 | DDR2-667/800                    | 1×16 Rev. 1.1      | GMA 3100                  |
| G33        | Mainstream-Desktops | Juni 2007      | Bearlake-G+ | 90 nm               | ICH9 / ICH9R / ICH9-DH | bis FSB 1333   | 19 W   | 8 GB RAM                 | DDR2-667/800                    | 1×16 Rev. 1.1      | GMA 3100                  |
| G33        | Mainstream-Desktops | Juni 2007      | Bearlake-G+ | 90 nm               | ICH9 / ICH9R / ICH9-DH | bis FSB 1333   | 19 W   | 4 GB RAM                 | DDR3-800/1066                   | 1×16 Rev. 1.1      | GMA 3100                  |
| G35        | Mainstream-Desktops | Aug. 2007      | Bearlake    | 90 nm               | ICH9 / ICH9R / ICH9-DH | bis FSB 1333   | 28 W   | 8 GB RAM                 | DDR2-667/800                    | 1×16 Rev. 1.1      | GMA X3500                 |
| P31        | Low-End-Desktops    | Aug. 2007      | Bearlake-P  | 90 nm               | ICH7 / ICH9            | bis FSB 1333   | 15,5 W | 4 GB RAM                 | DDR2-667/800                    | 1×16 Rev. 1.1      | keine                     |
| P35        | Mainstream-Desktops | Juni 2007      | Bearlake-P+ | 90 nm               | ICH9 / ICH9R / ICH9-DH | bis FSB 1333   | 18 W   | 8 GB RAM                 | DDR2-667/800 DDR3-800/1066      | 1×16, 1×4 Rev. 1.1 | keine                     |
| Q33        | Business-Desktops   | Juni 2007      | Bearlake-QF | 90 nm               | ICH9 / ICH9R           | bis FSB 1333   | 15 W   | 8 GB RAM                 | DDR2-667/800                    | 1×16 Rev. 1.1      | GMA 3100                  |
| Q35        | Business-Desktops   | Juni 2007      | Bearlake-Q  | 90 nm               | ICH9 / ICH9R / ICH9-DO | bis FSB 1333   | 15 W   | 8 GB RAM                 | DDR2-667/800                    | 1×16 Rev. 1.1      | GMA 3100                  |
| X38        | High-End-Desktops   | Q4 2007        | Bearlake-X  | 90 nm               | ICH9 / ICH9R / ICH9-DH | bis FSB 1333   | 26,5 W | 8 GB RAM                 | DDR2-667/800 DDR3-800/1066/1333 | 2×16 Rev. 1.1      | keine                     |

## Grafikprozessor
| Grafikkern | Chipsatz- Integration | Pipelines bzw. Shaderprozessoren | DirectX/ OpenGL | Pixel Shader | Vertex Shader | Taktrate (MHz) | max. Speicher (MB) |
| ---------- | --------------------- | -------------------------------- | --------------- | ------------ | ------------- | -------------- | ------------------ |
| GMA 3100   | G31, G33, Q33, Q35    | 4x1                              | 9.0 / 1.4       | 2.0          | 3.0           | 400            | 256                |
| GMA X3500  | G35                   | 8                                | 10 / 2.0        | 4.0          | 4.0           | 667            | 384                |